# Ecphylopsis nigra
Ecphylopsis nigra är en stekelart som beskrevs av William Harris Ashmead 1900. Ecphylopsis nigra ingår i släktet Ecphylopsis och familjen bracksteklar. Inga underarter finns listade i Catalogue of Life.